# Baculodema
Baculodema is een geslacht van wantsen uit de familie van de Miridae (Blindwantsen). Het geslacht werd voor het eerst wetenschappelijk beschreven door Odo Reuter in 1907.

## Soorten
Het genus bevat de volgende soorten:

- Baculodema balloui Knight & Carvalho, 1943
- Baculodema luridum Reuter, 1907